# Calodia bifurcata
Calodia bifurcata är en insektsart som beskrevs av Xu och Kuoh 1999. Calodia bifurcata ingår i släktet Calodia och familjen dvärgstritar. Inga underarter finns listade i Catalogue of Life.